# Franz Seraph Anton Bittner
Franz Seraph Anton Bittner (* 17. September 1812 in Oppeln; † 21. Januar 1888 in Breslau) war ein deutscher römisch-katholischer Theologe.

## Leben
Er studierte ab 1831 in Breslau. Er promovierte vor der Priesterweihe in Münster zum Doktor der Theologie. Nach der Priesterweihe 1835 in Breslau wurde er bereits im Juni 1835 Professor für Dogmatik am Priesterseminar zu Posen, 1848 Professor für Moraltheologie in Braunsberg und 1850 an die Universität Breslau für Moraltheologie. Von 1860 bis 1867 las er nicht, da ihm die Missio canonica entzogen war. 1885 wurde er entpflichtet.

## Schriften (Auswahl)
- Die katholisch-dogmatische Lehre von dem Mysterium der heiligen Eucharistie. Mit besonderer Rücksicht auf die patristischen, speculativen Ideen. Posen 1838, OCLC 252680469.
- De Civitate Divina Commentarii. Mainz 1845.
- De Ciceronianis et Ambrosianis officiorum libris. Brunsberg 1849.
- De catholicae theologiae Romanae inter praecipua philosophiae genera salutari ac coelesti mediocritate. Commentatio. Breslau 1850.